# Clemencic Consort
El Clemencic Consort es un grupo de música antigua establecido en Viena. Fue fundado en 1969 por René Clemencic después de que dejara de dirigir a su anterior grupo: el Ensemble Musica Antiqua.
Su repertorio abarca desde la música medieval hasta la barroca. Incluso han interpretado ocasionalmente música contemporánea.

## Discografía
Las grabaciones que vienen a continuación se han ordenado por la fecha en que fueron publicadas o grabadas por primera vez, pero se han puesto las ediciones más modernas que se pueden encontrar actualmente en CD. En los casos en los que no exista edición en CD, se informa de la correspondiente edición en vinilo. Algunas series de discos como Carmina Burana, Troubadours o las Cantigas de Santa María, que fueron publicados en su día como discos diferentes, se encuentran actualmente en formato CD agrupados en cajas.

### Álbumes originales propios
- 1973 - Claudio Monteverdi - Messe à quatre voix avec trombones[2] & La naissance du Baroque[3] - Grandi, Frescobaldi, Palestrina, Bassano. Deller Consort y Clemencic Consort. Harmonia Mundi HMD 221 (LP).

- 1973 - Guillaume Dufay: "Missa Sine Nomine" & Livre de Danses de Marguerite d'Autriche.[4][5] . Sus pistas están en la edición en CD de Danses de la Renaissance y en el disco de recopilación Guillaume Dufay: Missa Sine Nomine - Missa Ecce ancilla, listado más abajo.

- 1973 - Danses de la Renaissance.[6]

La edición en CD:
- Harmonia Mundi HMC 90610.  contiene las pistas originales del vinilo más las pistas del disco Guillaume Dufay "Missa Sine Nomine" & Livre de Danses de Marguerite d'Autriche no contenidas en el CD Guillaume Dufay: Missa Sine Nomine - Missa Ecce ancilla.

- 1974 - Carmina Burana Vol. 1. Version originale & intégrale. . CD: Ver recopilación más abajo.

- 1974 - Carmina Burana Vol. 2. Version originale & intégrale. . CD: Ver recopilación más abajo.

- 1975 - Carmina Burana Vol. 3. Version originale & intégrale. . CD: Ver recopilación más abajo.

- 1975 - Guillaume Dufay - Messe "Ave Regina Coelorum".[7] Harmonia Mundi HMU 985 (LP).

- 1976 - Carmina Burana Vol. 4. Version originale & intégrale. . CD: Ver recopilación más abajo.

- 1976 - Basses Danses et Chansons 1450-1550. Le Chansonnier de Marguerite d'Autriche - Le Livre des Basses Danses de Marguerite d'Autriche. Harmonia Mundi HMU 990 (LP).

- 1976 - Anonymous from Beauvais - Ludus Danielis[8]. Liturgical Drama of the XII Century. Aura Classics 184-2.

- 1976 - Le Roman de Fauvel. Harmonia Mundi HMA 190994.

- 1977 - Carmina Burana Vol. 5. Version originale & intégrale. . CD: Ver recopilación más abajo.

- 1977 - Les Cantigas de Santa Maria Vol. 1. . CD: Ver recopilación más abajo.

- 1977 - Les Cantigas de Santa Maria Vol. 2. . CD: Ver recopilación más abajo.

- 1977 - Les Cantigas de Santa Maria Vol. 3. . CD: Ver recopilación más abajo.

- 1978 - Troubadours - Volume 1. . CD: Ver recopilación más abajo.

- 1978 - Troubadours - Volume 2. . CD: Ver recopilación más abajo.

- 1978 - Troubadours - Volume 3. . CD: Ver recopilación más abajo.

- 1978 - Danses anciennes de Hongrie et de Transylvanie. Codex Kájoni[9] . Codex Vietoris. Anonymes du 17e siècle. Harmonia Mundi HMA 190 1003.

- 1978 - Guillaume Dufay: Missa "Caput". Harmonia Mundi HM 996 (LP).

- 1978 - Guillaume Dufay: Missa "Ecce ancilla Domini". . En CD, se encuentra en el recopilatorio Guillaumme Dufay: Missa Sine Nomine - Missa Ecce ancilla, listado más abajo.

- 1978 - Jacob Obrecht - Missa Fortuna Desperata. Harmonia mundi HM 998 (LP).

- 1978 - Molière[10] (enlace roto disponible en Internet Archive; véase el historial, la primera versión y la última). (BSO). Clemencic Consort y Deller Consort. Harmonia Mundi HMA 1951020.

- 1979 - Johannes Ciconia: Madrigals & Ballads.[11] Harmonia Mundi HM 10 068 (LP).

- 1979 - Binchois: Chansons,[12] Missa Ferialis, Magnificat.[13]  Musique en Wallonie MEW 0209.

- 1980 - La Fête de l'Âne - Traditions du Moyen-Age. Harmonia Mundi HMT 7901036.

- 1981 - Claudio Monteverdi: Il combattimento di Tancredi e Clorinda.[14] Harmonia Mundi HMA 190 986.

- 1984 - Heinrich Isaac - Grands Motets[15] Solennels. Ensemble Chanticleer de San Francisco y Clemencic Consort. Harmonia Mundi HMC 1160 (LP).

- 1985 - Johannes Ockeghem: Missa Prolationum[16] / 6 chansons. Accord 149 167.

- 1986 - Ludwig Senfl: Motetten, Lieder, Oden. Accord 220 632.

- 1992 - Mysterium passionis et resurrectionis festum sanctissim(a)e Pasch(a)e. Membran 224006.

- 1992 - Motetus - Music at the Time of Notre-Dame in Paris.[17] Dominique Visse,[18] Edmund Brownless, Eric Mentzel, Colin Mason y Clemencic Consort. Stradivarius STR 33 398.

- 1992 - Vivaldi: Serenata a tre.[19] Harmonia Mundi 1901066.67 (2 CD)

- 1993 - Vivaldi: Great Baroque Masters. Große Barockkomponisten. Harmonia Mundi HMP 390810

- 1994 - Hans Sachs[20] und seine Zeit. Eberhard Kummer[21] y Trio des Clemencic Consort. Stradivarius[22] 33361.

- 1994 - Vivaldi: L'olimpiade.[23] Ensemble La Capella y Orchestre baroque du Clemencic Consort. Nuova Era 6932/33 (2 CD)

- 1994 - Banchieri:[24] La Pazzia senile.[25] Música al tempo di Banchieri: Picchi, Marini, Gastoldi, Caroso,[26] Buonamente. Accord 220752

- 1995 - Tomás de Torrejón y Velasco: La Púrpura de la Rosa. Ensemble La Capella y Orchestre baroque du Clemencic Consort. Nuova Era

- 1995 - Johann Heinrich Schmelzer: Instrumental Music at the Imperial Court of Vienna. Balletti und Sonaten am Wiener Kaiserhof. Preiser Records Wien 93389

- 1995 - Johann Joseph Fux: Dafne in Lauro.[27] Ensemble La Capella y Orchestre baroque du Clemencic Consort. Nuova Era 6930/31 (2 CD)

- 1995 - Pergolesi:[28] Salve Regina[29] / Stabat Mater.[30] Accord 200 062.

- 1995 - Alessandro Scarlatti: Il Giardino D'Amore. Accord[31] 200 082

- 1996 - John Dunstable: Cathedral Sounds. Klingende Kathedralen. Arte Nova 34055.

- 1996 - Johannes Kugelmann:[32] Concentus Novi. Arte Nova 34056.

- 1996 - Heinrich Ignaz Franz von Biber: Fidicinium Sacro-Profanum.[33] Accord 200292

- 1996 - Francesco María Veracini: The Twelve Sonatas of 1716 for Flute or Violin, and Bass, Dedicated to the Prince-Elector of Saxony (Dresden Manuscript). Accord 202112

- 1997 - Cathedral Sounds - Ockeghem.[34] René Clemencic Edition Vol.5. Arte Nova 74321 56351 2.

- 1997 - O rosa bella.[35] English and Continental Music from the Late Gothic Period.[36] Arte Nova 59210.

- 1997 - Antonio Sartorio: L'Orfeo.[37] Fonit Cetra Records

- 1999 - Machaut: La Messe de Nostre Dame. Clemencic Consort, Ensemble Nova, Polifonica Lucchese e Capella Santa Cecilia Arte Nova 271 982.

- 2000 - René Clemencic: Kabbala.[38] Oratorio[39] I Hebrew[40] (1992). Col Legno 31861

- 2001 - Guillaume Dufay: Cathedral Sounds. Dufay: Magnificat, Hymni,[41] Motetti. Arte Nova 92584.

- 2001 - Reinhard Keiser: Croesus[42] . Ensemble La Capella y Orchestre baroque du Clemencic Consort. Nuova Era 6934/35 (2 CD)

- 2004 - Geistliche Musik der Wiener Hofkapelle Kaiser Maximilians I. Sacred Music at the Vienna Court Chapel. Oehms Classics OC 340.

- 2004 - Laudate Puri[43] - Baroque Christmas. Weihnachtliche Arien,[44] Duette für Knabenstimmen und barocke Instrumente.[45] Oehms Classics OC 350.

- 2004 - Hadomar von Laber: Jagd nach Liebe. A 14th Century "Minneallegorie" in songs and dances. Oehms Classics[46] 519.

- 2004 - Christmas in Old Austria. Weihnachts- und Hirtenmusik aus dem alten Österreich.[47] Arte Nova 74321 88508 2

- 2005 - La Messe de Tournai[48] - Codex Musical de las Huelgas. Clemencic Consort y Choralschola der Wiener Hofburgkapelle[49] . Oehms Classics 361.

- 2005 - Johann Joseph Fux: Requiem.[50] Arte Nova Classics 74321 277772 13

- 2005 - Heinrich Ignaz Franz Biber: Balletti & Sonatas for Trumpets and Strings.[51] Oehms Classics 515.

- 2006 - Johann Joseph Fux: Baroque Chamber Music[52] at the Viennese Court. Barocke Kammermusik am Wiener Kaiserhof. Oehms Classics 556

- 2006 - Christmas Music from Old Hungary. Eine schöne Rose blüht.[53] Oehms Classics 583.

### Álbumes originales junto con otros grupos
- 1996 - Resonanzen '96. Musik aus den Habsburgerlanden.[54] ORF "Edition Alte Musik" CD 091 (2 CD).

- 1999 - Resonanzen '99. Bürger, Bauer, Edelmann.[55] ORF "Edition Alte Musik" CD 215 (2 CD).

### Álbumes recopilatorios
- 1992 - Carmina Burana. Harmonia Mundi 190336.38 (3 CD). . Es la recopilación en una caja de 3 CD de los 5 vinilos originales.

- 1993 - Guillaumme Dufay: Missa Sine nomine - Missa Ecce ancilla Domini. Harmonia Mundi HMA 190 939. . Contiene la Missa Sine Nomine y la misa Ecce ancilla Domini de los discos originales: Guillaumme Dufay "Missa Sine Nomine" & Livre de Danses de Marguerite d'Autriche y Guillaumme Dufay: Missa "Ecce ancilla Domini".

- 1995 - Troubadours - Cantigas de Santa Maria. Harmonia Mundi 2901524/7 (4 CD). . Es una caja de 4 CD con la recopilación de los tres vinilos de Troubadours y los tres de Cantigas.

## Galería

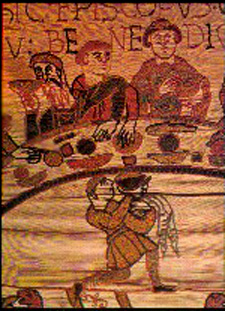
Detalle del Tapiz de Bayeux empleado en la portada del vol. 1 de Carmina Burana. Biblioteca Nacional de París.
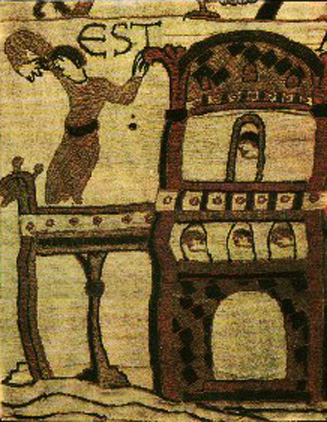
íd. en el vol. 2.
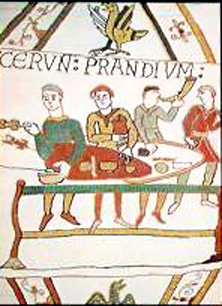
íd. en el vol. 3.
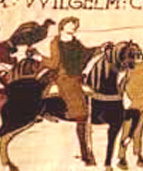
íd. en el vol. 4.
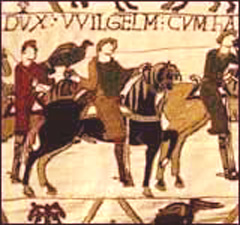
Detalle más amplio.
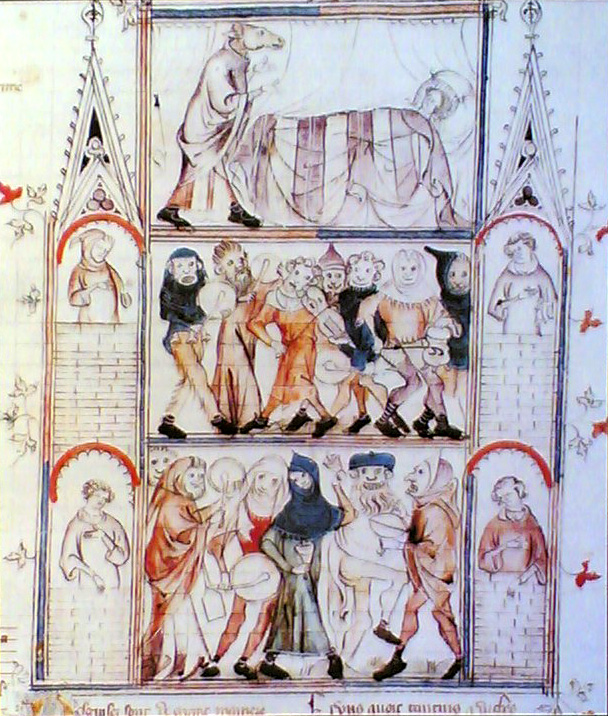
Imagen del Roman de Fauvel empleada en la portada del disco del mismo título.
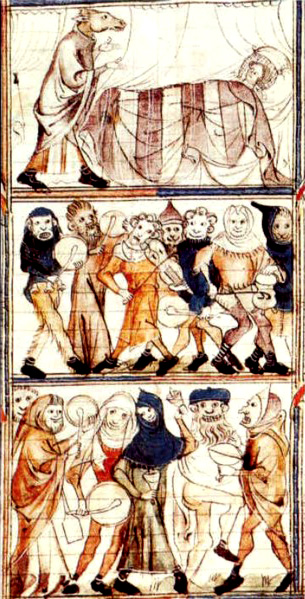
La misma imagen en la reedición en CD.
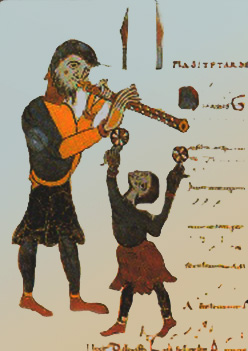
Miniatura de Jongleurs (Ms. latin 1118; f. 112) empleada en la portada de Trobadours. Vol. 1. Biblioteca Nacional de París.
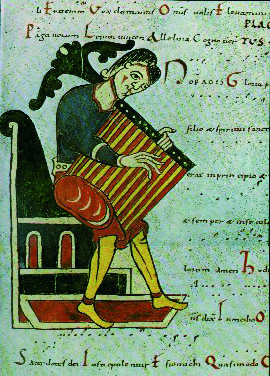
Miniatura de Jongleurs (Ms. latin 1118; f. 110) empleada en la portada de Trobadours. Vol. 2. Biblioteca Nacional de París.